# عمر اقطع
عمرا قطع از خوشنویسان صاحب‌نام قرن هشتم هجری و معاصر امیر تیمور گورکانی است. 
او دست راست نداشته و با دست چپ می‌نوشته است. او قرآنی به خط غبار و همچنین قرآنی عظیم برای امیر تیمور کتابت کرد. گفته می‌شود وقتی قرآن عظیم را تمام کرد بر گردونه‌ای قرار داده نزد تیمور می‌برده که امیر تیمور به احترام با عده‌ای از فضلا و علما به‌استقبال آمدند. او را در شمار استادان خطوط ششگانه محسوب کرده‌اند.